# Сормук
Сормук — река в России, протекает в Кильмезском и Немском районах Кировской области. Устье реки находится в 38 км по левому берегу реки Немда. Длина реки составляет 18 км.
Исток реки в лесу в 26 км к юго-востоку от посёлка Нема. Течёт на юго-запад, всё течение реки проходит по ненаселённому лесному массиву. Впадает в Немду у нежилой деревни Пальниковая Грива.

## Данные водного реестра
По данным государственного водного реестра России относится к Камскому бассейновому округу, водохозяйственный участок реки — Вятка от водомерного поста посёлка городского типа Аркуль до города Вятские Поляны, речной подбассейн реки — Вятка. Речной бассейн реки — Кама.
По данным геоинформационной системы водохозяйственного районирования территории РФ, подготовленной Федеральным агентством водных ресурсов:
- Код водного объекта в государственном водном реестре — 10010300512111100038446
- Код по гидрологической изученности (ГИ) — 111103844
- Код бассейна — 10.01.03.005
- Номер тома по ГИ — 11
- Выпуск по ГИ — 1